# Wilde Leck
Wilde Leck – wybitny, skalisty, trudno dostępny szczyt o wysokości 3361 m n.p.m., położony w Stubaier Alpen, na terenie Tyrolu w Austrii.

## Geologia
Z geologicznego punktu widzenia Wilde Leck zlokalizowany jest w głównej strefie gnejsowej Centralnych Alp Wschodnich.  Zbudowany jest z granitognejsów przechodzących miejscami w granity pochodzenia metamorficznego o uporządkowanej teksturze.  Dzięki temu charakteryzuje się litą, na ogół stabilną skała.  W konsekwencji szczyt ma kształt wielkiej skalnej piramidy posiadającej trzy wybitne granie: wschodnią, zachodnią i północną.  Z powodu wysokości piramidę szczytową otaczają lodowce, które będąc znacznie bardziej rozbudowane w okresie plejstoceńskim przyczyniły się w sposób decydujący do ukształtowania strzelistej formy szczytu.

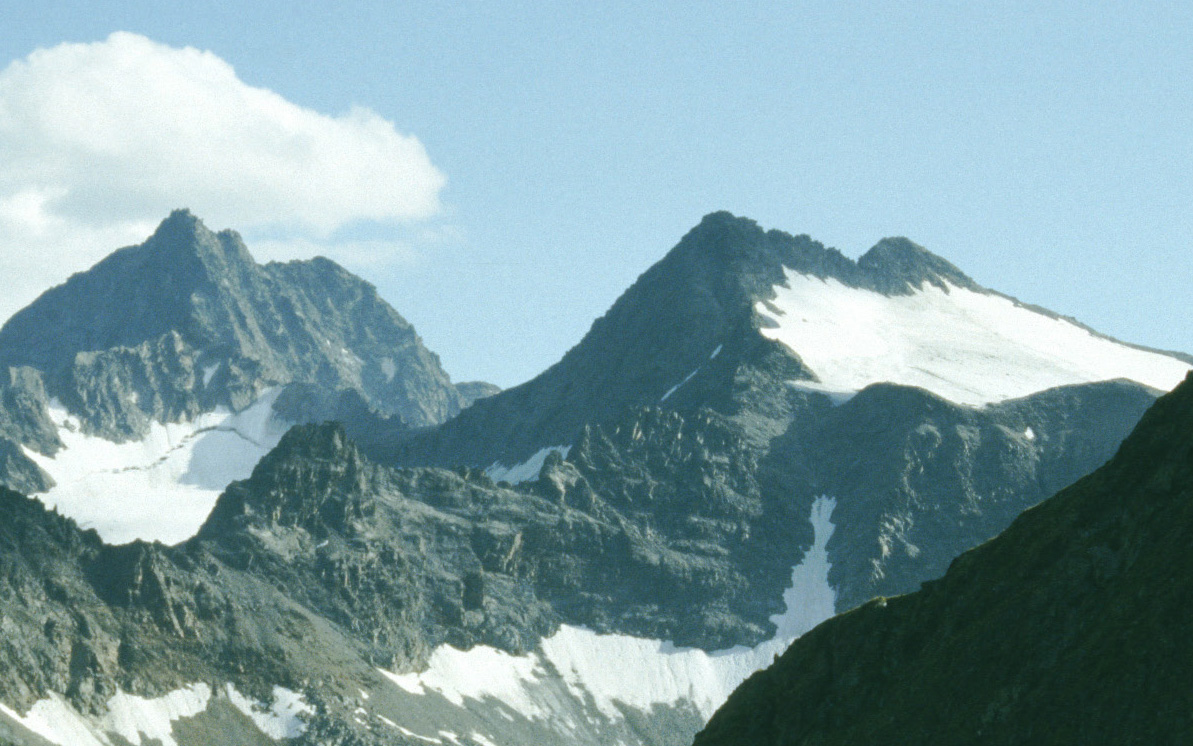
Szczyty Stubaier Alpen: Wilde Leck w formie skalnej piramidy (z lewej) oraz Kuhscheibe z lodowcem podszczytowym (z prawej).

## Turystyka i alpinizm
Pierwszego wejścia na szczyt dokonał Zachäus Grüner pochodzący z Sölden w 1865 roku.  Pierwsze wejście turystyczne miało miejsce 1 września 1877 i dokonali go F. Drasch, Ludwig Purtscheller i Q. Gritsch.
Wilde Leck jest jednym z trudniej dostępnych szczytów w Stubaier Alpen.  Nie prowadzą na niego żadne ścieżki turystyczne i jest on dostępy jedynie drogami wspinaczkowymi.  Ze względu na stabilną na ogół i litą skałę jest dość popularnym celem wspinaczek.  Poprzedzające wspinaczkę skalną na samej piramidzie podejścia przechodzą przez lodowce, dlatego też idąc na szczyt należy być wyposażonym w czekan i raki.  Najpopularniejsze drogi wspinaczkowe:
- Południową flanką - najłatwiejsza droga, zwana drogą normalną (niem. Normalweg), trudności ogólne PD, miejsca II stopnia, trasa znakowana częściowo czerwono, używana także do zejścia, miejscami liny ubezpieczające;
- Grań zachodnia (niem. Westgrat), widoczna na fotografii poniżej - skalna wspinaczka o trudnościach III stopnia;
- Grań północna (niem. Nordgrat), widoczna na fotografii poniżej - skalna wspinaczka o trudnościach III stopnia;
- Grań wschodnia (niem. Ostgrat), widoczna częściowo na fotografii poniżej - wspaniała wspinaczka w litej skale przy dużej ekspozycji, granią o charakterze 'ostrza brzytwy', trudności ogólne AD, długie odcinki o trudnościach III, miejsca IV stopnia.

Punktem wyjścia na szczyt są schroniska: Amberger Hütte (2136 m n.p.m.), do którego dochodzi się wygodnym traktem z miejscowości Gries im Sulztal (2:30 h) oraz wysoko położone Hochstubaihütte (3174 m n.p.m.), do którego dojść można idąc długo i uciążliwie biegnącą częściowo po lodowcu wysokogórską ścieżką prowadzącą ze znanej miejscowości Sölden położonej w dolinie Ötztal (6 h, jeśli korzysta się z wyciągu krzesełkowego Stubaier Gletscherbahn 4  h).
Z wierzchołka Wilde Leck roztacza się wspaniała panorama.  Widoczna jest większość wyższych szczytów Stubaier Alpen oraz Alp Ötztalskich.

## Mapy
- Kompass Wanderkarte, No. 36 Innsbruck - Brenner, 1:50000.
- Kompass Wanderkarte, No. 83 Stubaier Alpen, 1:50000.
- Alpenvereinskarte, Blatt 31/2, Stubaier Alpen, Hochstubai, 1:25000.